# Faschismus (Zeitschrift)
Unter dem Titel Faschismus. Berichte und Dokumente zur Lage der Arbeiterschaft unter faschistischer Diktatur erschien zwischen 1934 und 1945 eine von der Internationalen Transportarbeiter-Föderation (ITF) in Amsterdam herausgegebene Exilzeitschrift, die sich gegen das nationalsozialistische Regime richtete. Im Vordergrund stand die Aufklärung über dessen Ziele und Absichten sowie dessen Auswirkungen auf die Lage der Arbeiterschaft in Deutschland und anderen faschistischen Ländern. Als Redakteur fungierte Walter Auerbach, der bereits die seit Sommer 1933 erscheinende Vorgänger-Publikation Hakenkreuz über Deutschland verantwortete. Die Zeitschrift erschien im Zwei-Wochen-Rhythmus in einer deutschen und einer französischen Ausgabe (Titel Fascismè). Spätestens ab 1935 trugen die Kader des von Hans Jahn angeleiteten Widerstandsnetzes der ITF mit ihren Berichten zu den Artikeln des Faschismus bei.
Obwohl sich die Widerstandszeitschrift seinerzeit zu einer hochangesehenen Quelle für internationale politische Aktivisten entwickelte und dabei sogar den Deutschland-Berichten der Exil-SPD an „Materialreichtum [...] überlegen und zudem weitaus zuverlässiger“ war, geriet sie nach Ende des Zweiten Weltkriegs schnell in Vergessenheit.